# Luigi Brugnaro

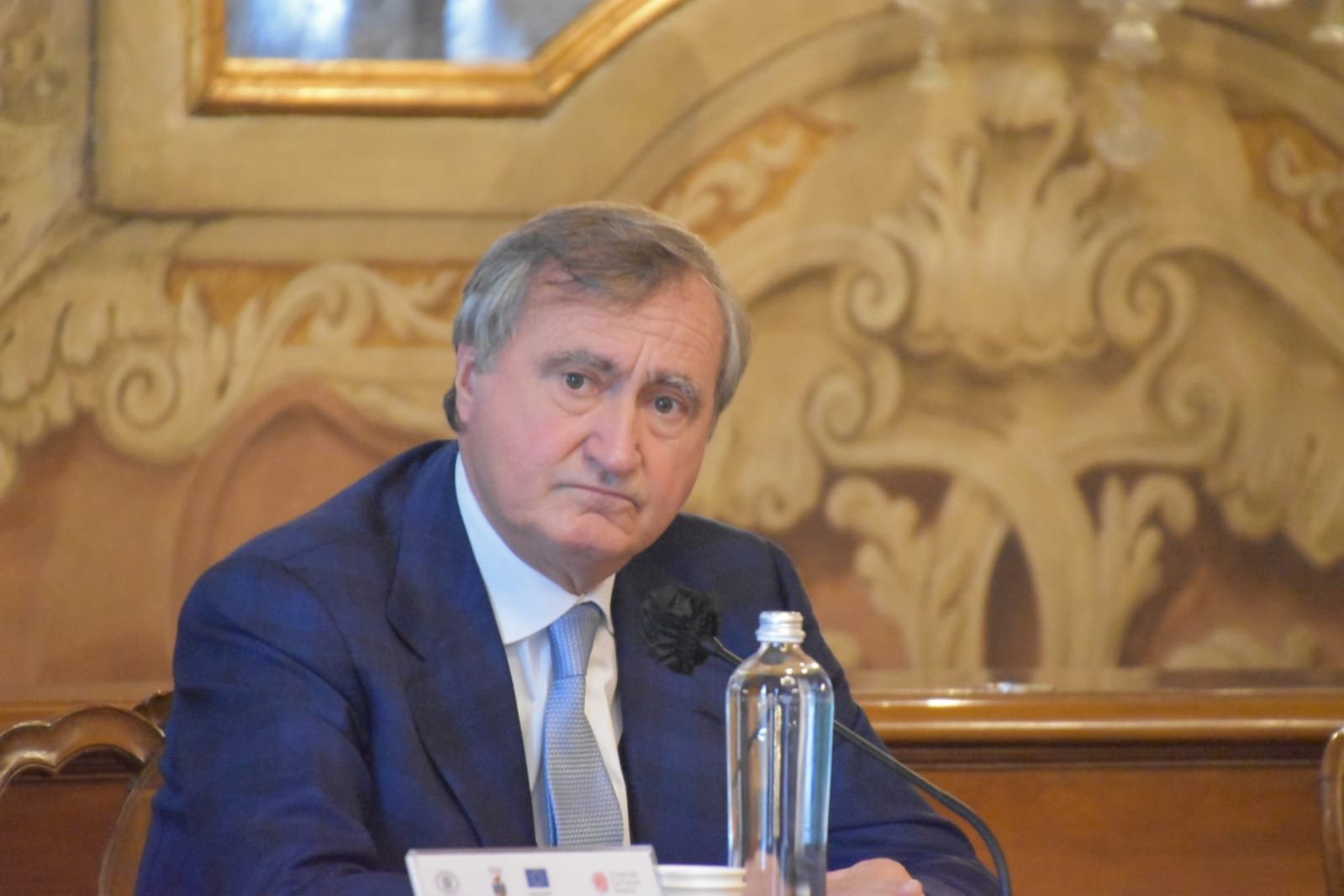
Luigi Brugnaro im Jahr 2021

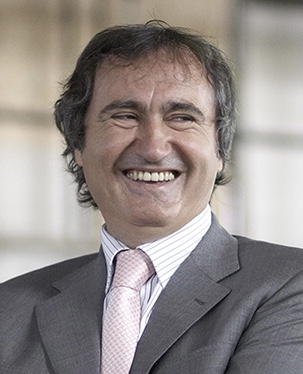
Luigi Brugnaro (2011)

Luigi Brugnaro (* 13. September 1961 in Mirano) ist ein italienischer Unternehmer, Politiker und seit 2015 Bürgermeister von Venedig sowie der Metropolitanstadt Venedig.

## Leben
Luigi Brugnaro wuchs in seiner Geburtsstadt Mirano auf und studierte anschließend Architektur an der Università Iuav di Venezia. Danach hatte Brugnaro verschiedene Posten in der Wirtschaft inne, unter anderem ist er Präsident der Holding Umana, die ein Konglomerat von ca. 20 Firmen leitet. Zudem ist er Besitzer der gleichnamigen von ihm gegründeten privaten Arbeitsvermittlungsagentur Umana. 2006 erwarb Brugnaro den Basketballverein Reyer Venezia Mestre, der nach seiner Übernahme wieder an alte Erfolge anknüpfen konnte und mehrere nationale und internationale Titel errang.
2015 wurde er als Unabhängiger mit 53 % der Stimmen zum Bürgermeister von Venedig gewählt und trat dieses Amt am 15. Juni an. Er regierte in seiner ersten Amtszeit mit einer Mitte-Rechts-Koalition aus Forza Italia und Area Popolare. Am 31. August 2015 übernahm er mit Auflösung der Provinz Venedig als Bürgermeister von Venedig automatisch auch das Amt des Bürgermeisters der Metropolitanstadt Venedig. 2020 gelang ihm die Wiederwahl mit ca. 54 % der Stimmen; er bildete daraufhin eine Koalition aus Forza Italia, Area Popolare und Fratelli d’Italia. 2021 gründete er mit Giovanni Toti die Mitte-Rechts-Partei Coraggio Italia.
Von 2009 bis 2013 war er Präsident des Arbeitgeberverbandes Confindustria von Venedig.
Im Juli 2024 wurde ein Korruptionsskandal um das im Stadtrat für Mobilität zuständige Ratsmitglied Renato Boraso öffentlich, der Entscheidungen zu Gunsten von befreundeten Unternehmen getroffen und davon finanziell profitiert haben soll. So soll er allein für den Verkauf des Palazzo Papadopoli Schmiergelder in Höhe von fast 74.000 Euro erhalten haben. Nach derzeitigen Informationen (Juli 2024) hatte sich Brugnaro bereit erklärt, den Palazzo unter Wert an einen Unternehmer aus Singapur zu verkaufen, weil dieser im Gegenzug zugesagt hatte, eine ehemalige Industriebrache auszubauen. Dafür sollte durch den Stadtrat das genehmigte Bauvolumen verdoppelt werden.
Im August 2024 lehnte Brugnaro trotz Ermittlungen der Staatsanwaltschaft (pubblico ministero) gegen ihn einen Rücktritt ab. Insgesamt werde gegen mehr als 20 Verdächtige ermittelt.
Brugnaro befürwortete die Hochzeit von Amazon-Gründer Jeff Bezos Ende Juni 2025 in der Lagune, die innerhalb der Bewohner Venedigs größere Proteste gegen Bezos und Brugnaro selbst ausgelöst hatten.

## Privates
Brugnaro hat fünf Kinder.